# Skal'nyj
Skal'nyj är en udde i Antarktis. Den ligger i Östantarktis. Australien gör anspråk på området.
Terrängen inåt land är platt norrut, men åt sydväst är den kuperad. Havet är nära Skal'nyj åt nordost. Trakten är glest befolkad. Närmaste befolkade plats är Mawson Station, 19,6 kilometer öster om Skal'nyj. 